# Hooka Hey
Hooka Hey est un groupe de rock et musique folk franco-américain, originaire de Paris et installé au Texas. Il est formé en 2008 sur les bases de Sentenza and the Holsters.

## Biographie

### Sentenza and the Holsters (2006—2008)
Il s'agit du projet créé par Hugo Parrish après son retour de New York et qui donnera naissance à Hooka Hey. On y trouve les bases de ce qui fera Hooka Hey, à savoir la cohabitation de deux univers électrique et acoustique, un héritage des années 1970, le refus de se cantonner à un genre unique et une palette musicale reflétant ses racines : rocks urgents, blues ou ballades country colorées. Le groupe se produit alors régulièrement à Paris à La Flèche d'or ou à la Maroquinerie, et même au Halfmoon de Londres, où ils sont remarqués par Youth (producteur de The Verve, Primal Scream) qui leur offre la possibilité de faire quelques sessions aux Studios Olympic.
Lauréat de la tournée Ricard Live Music 2007, Sentenza se produit un peu partout en France devant une moyenne de 15 000 spectateurs. En 2007, le groupe sort son premier EP Rock'n Roll Freedom condensé de rock 'n' roll des années 1970 teinté de blues et d'americana, sur le label All Tube Records. Le single A Brand New Place entre en playlist sur Radio Nova et le groupe enregistre plusieurs sessions à Oui FM. Le 1er août 2007, sort le film Tel père, telle fille dans lequel le groupe joue le backing band du personnage principal du film incarné par Vincent Elbaz et qui réunit également Élodie Bouchez et Léa Drucker. Le morceau Standing on the Outside figure sur la bande originale du film.

### Hooka Hey (depuis 2008)
À partir de janvier 2008, Hugo rebaptise le projet Hooka Hey. L'idée est de mettre en avant l'identité du power trio où chaque instrument a une place prépondérante dans le son du groupe. C’est en mai 2008 que Hooka Hey sort son premier album, éponyme, enregistré dans les studios de la Frette, manoir du XIXe aux environs de Paris, fréquenté  entre autres par Feist et Renaud Letang, ou encore Syd Matters. Côté références, on y retrouve Led Zeppelin pour les guitares, Neil Young pour la musique folk, ou le Gun Club pour l'urgence. Peu après la sortie de l'album, Étienne et Vince quittent le groupe pour divergences artistiques et sont remplacés par Val à la basse et Tibo à la batterie. Le nouveau trio enregistre alors un EP acoustique The Country Side qui met en avant la face la plus country du groupe. L'EP fut exclusivement distribué aux fans. Toujours en 2008, le groupe s'installe pendant trois jours en résidence à La Flèche d'or. En septembre 2009, le morceau You Turn est choisi pour illustrer la campagne de publicité des 50 ans de la Mini. En décembre 2009 le morceau A Brand New Place est sélectionné dans le coffret 24h dans la vie de Radio Nova.
Hooka Hey passe l'année 2010 à travailler à la mise au point de son deuxième album. L'écriture se fait plus personnelle et le son plus moderne. En parallèle, le groupe participe début 2010 à l'événement musical du Big Swamp au Point Éphémère dans lequel quatre groupes s'entremêlent sur les chansons des uns et des autres, le tout chapeauté par Yarol Poupaud. Début 2011, le groupe entre en studio avec Yarol Poupaud. Les premiers titres sont mixés par Mark Plati et sont annoncés sur l'EP Little Things à paraître en septembre,,. L'EP comprend trois singles : Little Things, Hush Me, Bad Mama,,. Leur morceau Bad Mama a été diffusé 44 fois depuis le 7 février 2012 sur La Grosse Radio. En avril 2011, Hooka Hey fait la première partie de Miles Kane et Hugues Chauvin rejoint le groupe.
Au début de 2018, le groupe sort le morceau Coney Island, extrait de son prochain album, War Cry, annoncé le 1er juin 2018 au label All Tube Records,. En avril 2018, ils sortent le clip de leur morceau Herlock.

## Style musical
Le groupe tire principalement ses influences de groupes anglo-saxons tels que Led Zeppelin ou les Who et s'inscrit dans la lignée de groupes contemporains tels que Them Crooked Vultures, The Raconteurs ou le Black Rebel Motorcycle Club.

## Membres

### Membres actuels
- Hugo Parrish — chant, guitare
- Hugues Chauvin — guitare (depuis avril 2011)
- Valery Pellegrini — basse (depuis septembre 2008)
- Tibo Lecocq — batterie (depuis septembre 2008)

### Ancien membres
- Étienne Gaillochet — batterie (2006-2008)
- Vince Dudignac — basse (2006-2008)

## Discographie
- 2008 : Hooka Hey (All Tube Records, Underdog Records)
- 2009 : The Country Side (All Tube Records)
- 2011 : Little Things (All Tube Records)
- 2018 : War Cry (All Tube Records)